# Эпохе
Эпохе́, также эпохэ́ (греч. ἐποχή — «задержка, остановка, удерживание, самообладание») — принцип рассуждения в философии, который означает приостановку всех метафизических высказываний — суждений о бытии предмета вне воспринимающего его сознания.
Термин впервые встречается у Аристотеля и получает дальнейшую разработку у Пиррона. Принцип эпохе является одним из ключевых понятий скептицизма и феноменологии.
Осуществляя эпохе, субъект исключает из поля зрения все — накопленные историей научного и ненаучного мышления — мнения, суждения, оценки предмета и стремится с позиции «чистого наблюдателя» сделать доступной сущность этого предмета.

## Эпохе в феноменологии
В феноменологии Гуссерля термин эпохе возникает в работах «Идеи к чистой феноменологии и феноменологической философии. Т. 1» («Идеи I») и «Картезианские размышления» в связи с отвержением «естественной установки» при восприятии мира, то есть безусловного и нерефлексируемого допущения бытия реальности.
Феноменологическое эпохе заключается в отказе от (то есть «заключении в скобки») всех предварительных знаний и допущений о мире и является методическим шагом на пути к обоснованию значимости реальности, как коррелята субъективности сознания.
Эпохе у Гуссерля проводится одновременно с феноменологической редукцией, состоящей из эйдетической редукции, абстрагирующейся от случайностей и индивидуальных особенностей актов мышления и направленной к отысканию сущностных структур в интенциональных мыслительных актах; а также трансцендентальной редукции, приводящей к заключению в скобки эмпирически-телесных компонентов сознания и выводящей к «чистому сознанию».